# Lamprothamnus
Lamprothamnus  es un género de plantas con flores perteneciente a la familia de las rubiáceas. Incluye una sola especie: Lamprothamnus zanguebaricus Hiern in D.Oliver & auct. suc. (eds.) (1877).
Es nativo de Tanzania a Somalia.